# Žilov
Žilov är en ort i Tjeckien.   Den ligger i regionen Plzeň, i den västra delen av landet, 80 km väster om huvudstaden Prag. Žilov ligger 426 meter över havet och antalet invånare är 398.
Terrängen runt Žilov är lite kuperad. Runt Žilov är det mycket tätbefolkat, med 1 266 invånare per kvadratkilometer. Närmaste större samhälle är Plzeň, 11,3 km söder om Žilov. Trakten runt Žilov består till största delen av jordbruksmark.
Trakten ingår i den hemiboreala klimatzonen. Årsmedeltemperaturen i trakten är 8 °C. Den varmaste månaden är juli, då medeltemperaturen är 21 °C, och den kallaste är januari, med −6 °C. Genomsnittlig årsnederbörd är 1 005 millimeter. Den regnigaste månaden är augusti, med i genomsnitt 135 mm nederbörd, och den torraste är mars, med 28 mm nederbörd.